# Tom Stincic
Thomas Dorn „Tom“ Stincic (* 24. November 1946 in Cleveland, Ohio; † 26. Dezember 2021) war ein US-amerikanischer American-Football-Spieler. Er spielte als Linebacker für die Dallas Cowboys und die New Orleans Saints in der National Football League (NFL).

## Spielerlaufbahn

### Collegekarriere
Tom Stincic besuchte in seiner Geburtsstadt die High School. Aufgrund seiner sportlichen Leistungen wurde er im Jahr 2000 in die Hall of Fame seiner Schule aufgenommen. Von 1966 bis 1968 studierte er danach an der University of Michigan und spielte dort als Linebacker und Defensive End College Football für die Michigan Wolverines. In den letzten beiden Studienjahren wurde er in die Auswahlmannschaft der Big Ten Conference gewählt.

### Profikarriere
Thomas Stincic wurde im NFL Draft 1969 von den von Tom Landry betreuten Dallas Cowboys in der dritten Runde an 68. Stelle ausgewählt. In der von Ernie Stautner betreuten Defense der Mannschaft spielten unter anderem die späteren Mitglieder der Pro Football Hall of Fame Bob Lilly und Mel Renfro. Dieser Mannschaftsteil ging als Doomsday Defense in die Geschichte der NFL ein. Stincic wurde als Ersatzspieler von Lee Roy Jordan auf der Position eines Linebackers eingesetzt.
Nach der Regular Season 1970 konnte Stincic mit den Cowboys nach einem 17:10-Sieg über die San Francisco 49ers im NFC Championship Game in den Super Bowl einziehen. Im Super Bowl V konnten sich aber die Baltimore Colts mit 16:13 gegen das Team von Stincic durchsetzen.
Im folgenden Jahr übernahm Roger Staubach die Rolle des Starting-Quarterbacks bei der Mannschaft aus Texas. Tom Stincic und die Cowboys gewannen in diesem Jahr nach einem 14:3-Sieg über die San Francisco 49ers im NFC Championship Game den Super Bowl VI gegen die von Don Shula trainierten Miami Dolphins mit 24:3.
Nach einem weiteren Spieljahr bei den New Orleans Saints wurde er an die Houston Oilers abgegeben. Nachdem ein Vertrag mit den Oilers nicht zustande gekommen war, beendete Stincic seine Laufbahn.

## Nach der Laufbahn
Tom Stincic wurde nach seiner Laufbahn High-School-Lehrer und unterrichtete unter anderem Geschichte. Ferner trainierte er die Footballschulmannschaft. Er lebt heute in Mesa, Arizona.

## Quelle
- Jens Plassmann: NFL – American Football. Das Spiel, die Stars, die Stories (= Rororo 9445 rororo Sport), Rowohlt, Reinbek bei Hamburg 1995, ISBN 3-499-19445-7
- Peter Golenbock: Landry's Boys: An Oral History of a Team and an Era, Triumph Books, 2005, ISBN 1-617-49954-4
- Brian Jensen, Troy Aikman: Where Have All Our Cowboys Gone, 2005, ISBN 1-461-63611-6